# Casa dos Signatários

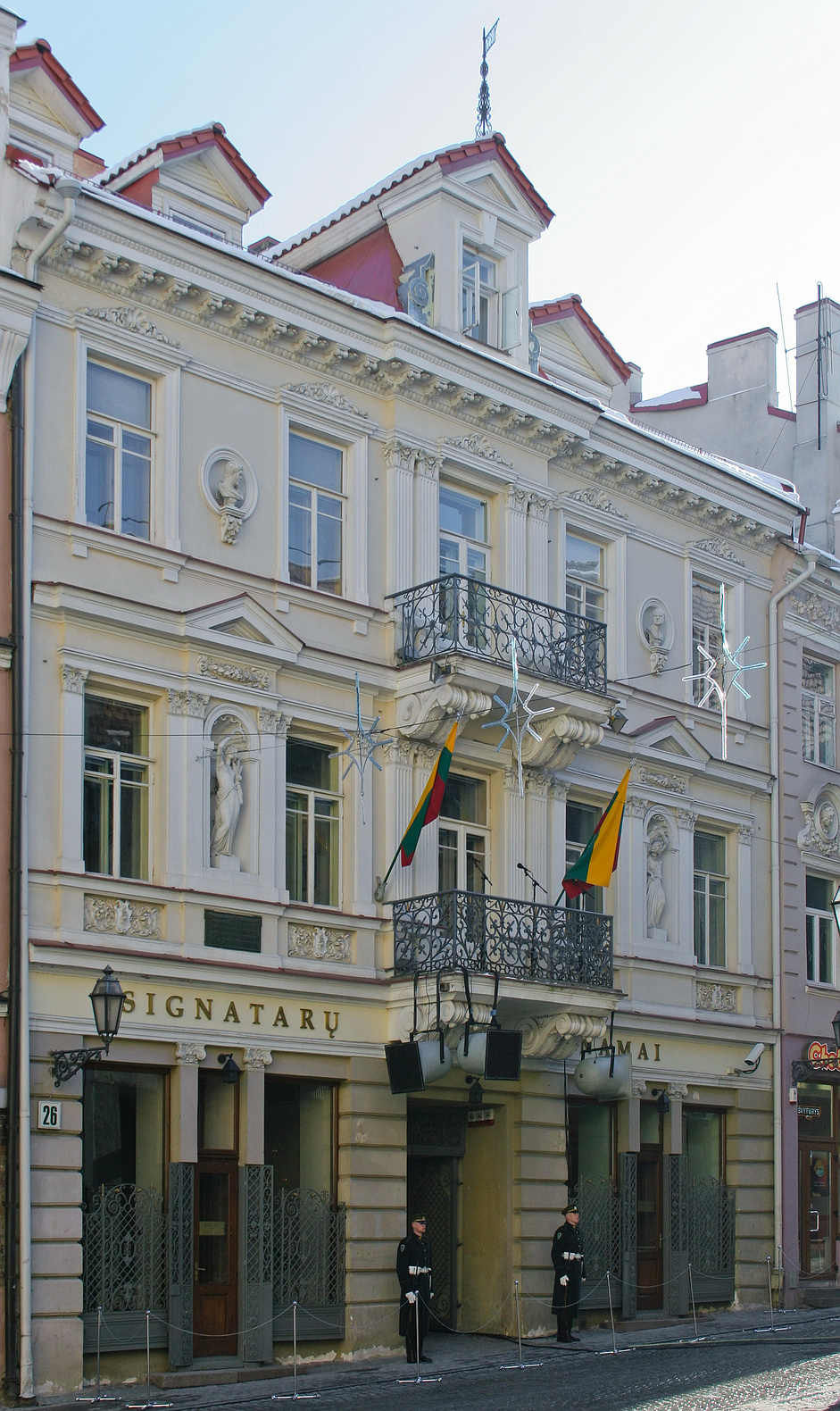
A Casa dos Signatários em 16 de fevereiro de 2007.

A Casa dos Signatários (em lituano:  Signatarų namai, anteriormente conhecida como Casa de Sztral, em polonês/polaco:  Dom Sztrala) é um patrimônio histórico lituano na Pilies Street, em Vilnius, onde em 16 de fevereiro de 1918, a Declaração de Independência da Lituânia foi assinada pelos vinte membros do Conselho da Lituânia.